# 여신전생 페르소나 4 댄싱 올나이트
《여신전생 페르소나 4 댄싱 올나이트》(ペルソナ4 ダンシング・オールナイト)는 일본의 아틀라스 개발 및 배급의 리듬 게임이다. 원래는 플레이스테이션 비타 전용. 2008년작 롤플레잉 게임 《페르소나 4》의 스핀오프작. 일본에서 2015년 6월, 북미에서 2015년 9월, 유럽에서 2015년 11월 출시. 이후 플레이스테이션 4에 포팅되면서 《페르소나 3: 댄싱 인 문라이트》, 《페르소나 5: 댄싱 인 스타라이트》와 묶여 한정판 번들로 구입이 가능케 되었다.
일본의 게임잡지 《패미통》에서는 40점 만점에 33점을 줬다. 플레이스테이션 라이프스타일의 헬스 힌드먼은 본작의 사운드트랙 및 본작 특유의 분위기를 호평하고 10점 만점에 8점을 줬다. 출시이래 일본에서 1주만에 물리적 카피만 94,036장 판매를 기록했다(동주 일본 소프트웨어 판매순위 2위). 《IGN》에서는 평하되 "《페르소나 4: 댄싱 올 나이트》는 페르소나 시리즈의 아름다운 음악을 조명하되 탄탄한 스토리의 구축을 잊어먹지 않는다." 했다. 다만 호평만 있는 것은 아니었다. 《게임스팟》의 하이디 켐프스는 10점 만점에 5점을 주고 이렇게 평했다. "《댄싱 올 나이트》의 스토리는 문서상으로 봤을 때는 참말이지 재미난 아이디어로 보였겠지만, 단순히 말해서 본작은 다른 휴대기기용 리듬 게임보다 못한 것이 너무 많다. 스토리는 실망스럽고 게임플레이는 범상한 수준이고 그나마 가장 좋았던 경험을 말하자면 등장인물의 복장을 갈아입히는 정도였다."